# ロバート・シュワーズ・ストラウス
ロバート・シュワーズ・ストラウス（Robert Schwarz Strauss、1918年10月19日 - 2014年3月19日）はアメリカ合衆国の外交官、元駐ソ連アメリカ大使。